# 沿岸貿易船

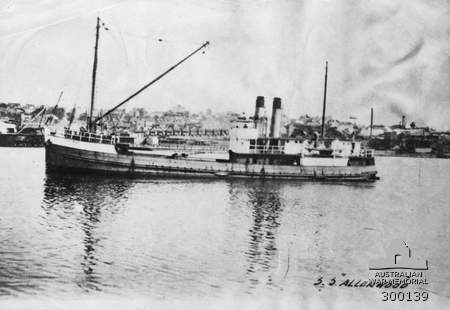
オーストラリアの沿岸貿易船「Allenwood」（1920年建造）。1941年ころ撮影。第二次世界大戦中は掃海艇に転用された。

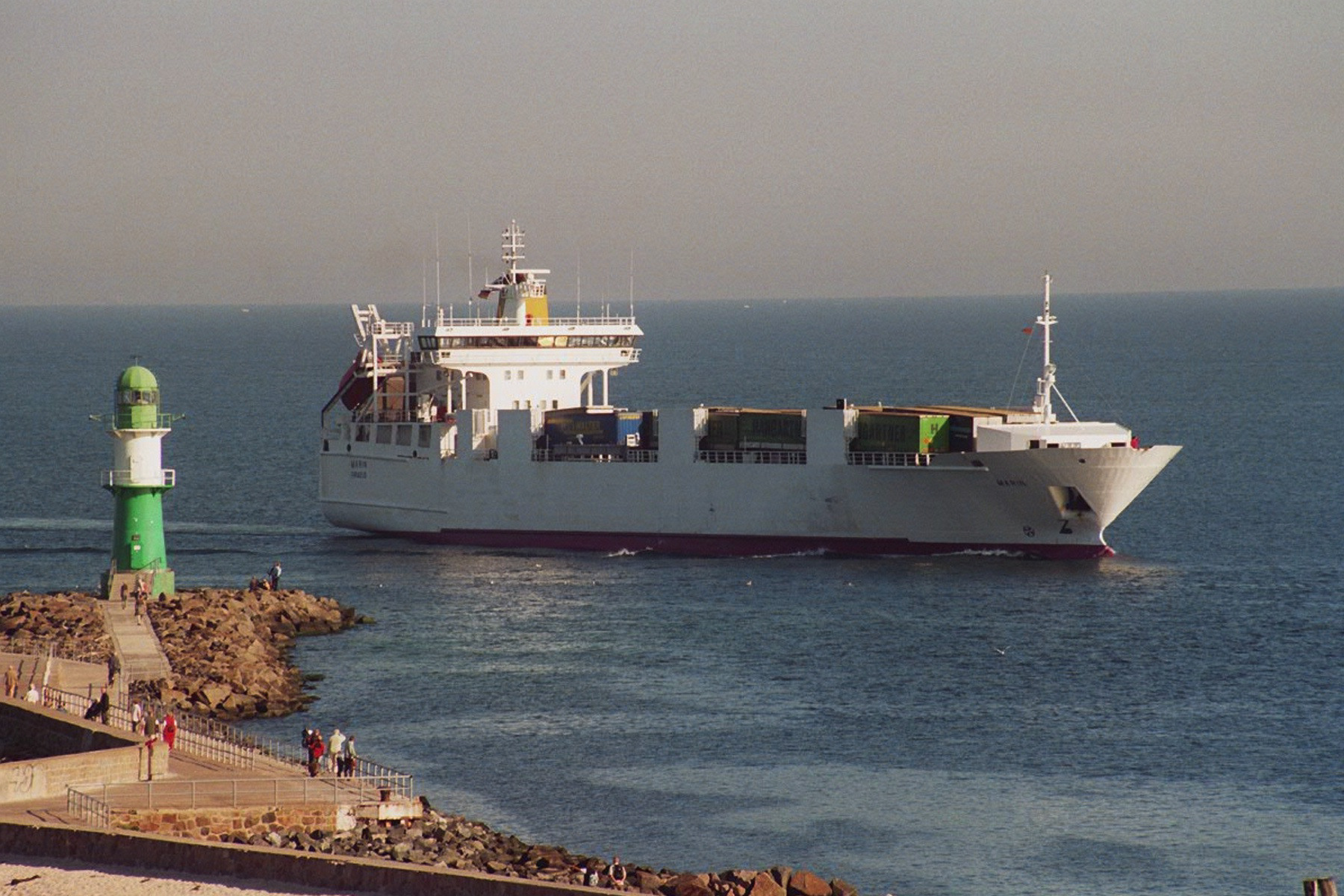
ロストック付近のバルト海を航行するルクセンブルク船籍の沿岸貿易船「Marin」（1991年建造）。2006年撮影

沿岸貿易船（えんがんぼうえきせん）は、おもに一国内の港間での貨物輸送や、近距離の他国との貿易に用いられる、総トン数が概ね2,000トン以下の船で、通常の貨物船に比べて船の幅や吃水が大きい船舶を指す表現。
沿岸貿易船の中には、河川航行にも配慮された設計となっているものもある。

## 法的規制
アメリカ合衆国は、1886年以来、沿岸貿易船を連邦政府の航海局の管轄下に置いており、また、同国に船籍をもつ沿岸貿易船への外国投資家の投資を所有権ないし支配権の25%以下に規制している。
（日本については、内航船、内航海運を参照。）